# Dolichurus carbonarius
Dolichurus carbonarius là một loài côn trùng cánh màng trong họ Ampulicidae, thuộc chi Dolichurus. Loài này được F. Smith miêu tả khoa học đầu tiên năm 1869.